# Bruin wolharig dwerggrijpstaartstekelvarken
Het bruin wolharig dwerggrijpstaartstekelvarken (Coendou vestitus)  is een zoogdier uit de familie van de stekelvarkens van de Nieuwe Wereld (Erethizontidae). De wetenschappelijke naam van de soort werd voor het eerst geldig gepubliceerd door Thomas in 1899.

## Voorkomen
De soort komt voor in Colombia.